# ريكتسيا قرادية
ريكتسيا قرادية (الاسم العلمي: Rickettsia akari) هي نوع من البكتيريا تتبع جنس الريكتسيا من الفصيلة الريكتسية.